# Jean-Guy Pilon
Pour les articles homonymes, voir Pilon.
Jean-Guy Pilon est un poète québécois né le 12 novembre 1930 à Saint-Polycarpe dans la presqu'île de Vaudreuil-Soulanges, et mort le 28 avril 2021.

## Biographie
Avocat de formation, il travaille pour Radio-Canada au titre de réalisateur. Il est un des principaux organisateurs de la Rencontre des écrivains. Il a dirigé l'Hexagone de 1959 à 1961, pendant l'absence de Gaston Miron, parti en France. Il est à l'origine de la revue Liberté, qu'il dirigea de 1959 à 1979. 
Pilon est l'un des plus éminents représentants de la nouvelle littérature canadienne de langue française. Son œuvre littéraire a retenu l’attention de la critique universitaire. Il anime des revues, fait de nombreuses emissions culturelles a la radio, agite constamment le drapeau de l'independance linguistique et patriotique du Quebec. Il a publié plusieurs livres de poemes d'un lyrisme ample et direct (La Fiancee du matin, 1953; Les Cloîtres de l'été, 1955; La Mouette et le large, 1960; Pour saluer une ville; Comme eau retenue), avant de donner son recueil le plus marquant, Recours au pays (1961), dont Alain Bosquet a pu tres justement ecrire: "Il y a longtemps qu'un engagement de cette qualite, aussi bien moral que lyrique, ne s'etait fait entendre." La forme preferee de Jean-Guy Pilon est le verset:
Je suis d'un pays qui est comme une tache 
sous le pale, comme un fait divers, comme 
un film sans images (...)
Sache au moins qu'un jour, j'ai voulu donner
un nom a mon pays, pour le meilleur ou 
pour le pire; que j'ai voulu me recon-
naitre en lui, non par faux jeux de
miroirs, mais par exigeante volonte.
« Also, nein! Ich weigere mich, einen tiefen Sinn hinter leeren Phrasen und Ausdrücken zu finden, die man gebraucht, ohne deren genaue Bedeutung zu kennen … Es müssen wirklich viele daran gehen, um die französische Sprache so munter und mit solcher Dreistigkeit zu massakrieren. Eines Tages sollte doch mit diesen Pseudo-Intellektuellen einer falschen Avantgarde Schluss gemacht werden, die immer noch dabei sind, sich gegenseitig ihre Pimmel zu zeigen. Wer sich in eine „Kritik für eine Konstruktion von Situationen“ einlässt, läuft Gefahr, weit zu gehen — besonders mit Patrick Stramm als Steuermann, der darin anderswo schon zurückgewiesene Texte veröffentlicht, ohne sich zu fragen, ob seine Schriftchen nicht wegen ihrer Kühnheit sondern ganz einfach wegen ihrer Bedeutungslosigkeit und Erbärmlichkeit abgelehnt werden. »
— Liberté, 910, 1960

## Honneurs
- 1956 - Prix de poésie du Québec
- 1968 - Membre de la Société royale du Canada
- 1969 - Prix Louise-Labé
- 1969 - Prix France-Canada
- 1969 - Prix Québec-Paris, Comme eau retenue
- 1969 - Prix van Lerberghe
- 1969 - Prix du Gouverneur général
- 1984 - Prix Athanase-David
- 1987 - Officier de l'Ordre du Canada
- 1988 - Chevalier de l'Ordre national du Québec
- 1992 - Officier de l'Ordre des Arts et des Lettres en France
- Membre de l'Académie des lettres du Québec

### Archives
- Fonds Jean-Guy Pilon (MSS85) - centre d'archives de Montréal de Bibliothèque et Archives nationales du Québec